# Ivan Gotti
Ivan Gotti (San Pellegrino Terme, 28 maart 1969) is een Italiaans voormalig wielrenner.

## Carrière
De in San Pellegrino Terme geboren Gotti was een verdienstelijk amateur en werd prof in 1991. Gotti kon vooral goed klimmen en behoorlijk tijdrijden, maar won zelden. Zijn eerste zege bij de profs boekte hij in 1996: een etappe in de Ronde van Italië. Hij werd dat jaar ook vijfde in het eindklassement, nadat hij het jaar ervoor hetzelfde had gepresteerd in de Ronde van Frankrijk. In 1997 won Gotti de Giro en ook een etappe. Zijn vierde overwinning in zijn loopbaan behaalde hij twee jaar later en was opnieuw de eindzege in de Giro, overigens nadat rozetruidrager Marco Pantani twee dagen voor het einde op verdenking van dopinggebruik uit de ronde was gezet.
Hierna wist Gotti zelden nog grote resultaten te boeken. Hij won de GP Nobili Rubinetterie in 1999 en een etappe van de Ronde van Catalonië in 2001. Gotti werd ook nog zevende in de Giro van dat jaar en in 2002 23e in de Tour, de tweede keer dat hij die wedstrijd uitreed. Aan het eind van dat seizoen zette hij een punt achter zijn loopbaan.

## Resultaten in voornaamste wedstrijden
| Jaar | Ronde van Italië | Ronde van Frankrijk | Ronde van Spanje |
| ---- | ---------------- | ------------------- | ---------------- |
| 1991 |                  |                     |                  |
| 1992 | 23e              |                     |                  |
| 1993 |                  |                     |                  |
| 1994 | 16e              |                     |                  |
| 1995 |                  | 5e                  |                  |
| 1996 | 5e (1)           | opgave              |                  |
| 1997 | ↑ (1)            | opgave              |                  |
| 1998 | opgave           |                     |                  |
| 1999 | ↑                | opgave              |                  |
| 2000 | 19e              |                     | opgave           |
| 2001 | 7e               |                     |                  |
| 2002 | 13e              | 23e                 |                  |

| Jaar | Amstel Gold Race | Luik-Bast.‑Luik | Ronde van Lombardije |
| ---- | ---------------- | --------------- | -------------------- |
| 1991 |                  |                 | 58e                  |
| 1992 | 79e              | 70e             |                      |
| 1993 |                  | 98e             | 25e                  |
| 1994 | 37e              |                 | 53e                  |
| 1995 |                  |                 | 41e                  |
| 1996 |                  |                 |                      |
| 1997 |                  |                 |                      |
| 1998 |                  |                 |                      |
| 1999 |                  |                 |                      |
| 2000 |                  |                 |                      |
| 2001 |                  |                 | 44e                  |
| 2002 |                  |                 |                      |